# Батумская операция
Батумская операция — действия Кобулетского отряда Российской армии во время Русско-турецкой войны (1877—1878).
Кобулетскому отряду была поставлена задача во время кампании 1877—78 гг. на кавказско-турецком театре притянуть на себя турецкие силы, находившиеся у Батума, а также препятствовать высадке турок на Черноморском побережье.

## Театр военных действий
Районом военных действий Кобулетского отряда была полоса морского побережья, ограниченная с севера рекой Чолоки, с запада — Чёрным морем, с востока — отрогами трудно доступного Аджарского хребта, а с юга — рекой Чорохи. По меридиану район занимал около 55 вёрст, по параллели — около 15 вёрст. Господство на Чёрном море принадлежало Турции. Враждебное население Кобулета угрожало развитием партизанских действий и лишало возможности пользоваться местными средствами, отсутствие путей также затрудняло операцию. Серьёзную преграду на пути к Батуму представляли турецкие позиции у Цихисдзири.

## Начало военных действий
12 (24) апреля 1877 года части Кавказской армии перешли турецкую границу. Главные силы от Александрополя были направлены для овладения Карсом; 2 боковых отряда: Эриванский, наступавший из Эривани к Баязету, и Ахалцыхский, — из Ахалкалак на Ардаган, обеспечивали их фланги.
Кобулетский же отряд генерала Оклобжио был предназначен против турецких сил Дервиш-паши, сосредоточенных у Батума, а также для воспрепятствования десанту с турецкого флота. Отряд имел 5½ батальона, 48 орудий и 7 сотен казаков. База отряда находилась в Озургетах.
Перейдя границу 12 апреля тремя колоннами, от Лельского поста отряд продолжал движение двумя колоннами: 14-го числа были заняты высоты Мухаэстате, очищенные передовыми частями турок. Утвердившись здесь, отряд 29 апреля продолжал наступление двумя колоннами: генерал-майора Денибекова (5¼ батальона, 6 горных орудий и ¼ сотни казаков) и генерал-майора Шелеметьева (5¾ батальона, 4 орудий и 2 сотни казаков), и сбил с позиции на высоте Хуцубани 4-тысячный отряд турок, получивших поддержку от вооруженного населения и флота, помогавшего ему огнём своей артиллерии. До крайности пересеченная гористая местность, покрытая густым лесом, весьма затрудняла действия российских войск, благодаря чему, приходилось действовать медленно и осторожно. В следующие дни отряд был занят укреплением позиции на Хуцубани и устройством сообщения между ней и Мухаэстате.
Между тем, жители Кобулетии, вооружённые турками скорострельными ружьями, беспрестанно беспокоили российские войска. В виду этого, было решено отрезать их от сообщения с турками, а вместе с тем, подготовить подступы к Цихисдзирской позиции, для чего следовало овладеть высотой Самеба. 19 мая внезапным нападением двух колонн: правой — подполковника Козелкова (14 рот и 4 орудий) и левой — майора князя Меликова (7 рот и 4 орудий), эта высота была взята. Впрочем, это мало подействовало на враждебных кобулетцев. Только решительные действия нескольких подвижных колонн, рассеявших отряды партизан, вынудили их явиться в российский лагерь и сложить оружие.
5 мая Ахалцыхский отряд полковника Комарова занял Ардаган, вследствие чего, связь между армией Мухтар-паши и отрядом Дервиш-паши была прервана. Таким образом, с этого времени все силы батумского отряда турок были направлены на борьбу с Кобулетским отрядом Русской армии. Произведённая Кобулетским отрядом 11 июля попытка выбить турок из занятой ими сильной позиции на Цихисдзири, после 14-часового боя, окончилась неудачей. Выяснилось, что в расположенном здесь укрепленном лагере было до 30 тыс. человек, к тому же, местность представляла крайне неблагоприятные условия для наступающей стороны.
12-го числа турки, в свою очередь, перешли в наступление и атаковали Кобулетский отряд, занявший позицию на высотах Самеба. Но все их многократные атаки, направленные на правый фланг и центр российских войск, продолжавшиеся до вечера, были отбиты.
Дальнейшее пребывание Кобулетского отряда на высотах Самеба и Хуцубани, в виду его малочисленности, оказалось небезопасно, а потому было решено отойти на Мухаэстатскую позицию, где он и сосредоточился к 18 июля.

## Действия с ноября 1877 года
Российские войска оставались на Мухаэстатской позиции до 18 ноября, когда Дервиш-паша был вынужден вследствие падения Карса сосредоточить свои силы ближе к Батуму. Оставленный им на Хуцубанской позиции небольшой отряд был сбит, причём российские войска захватили и турецкий лагерь.
В то же время, освободившийся после падения Карса Ардаганский отряд, был направлен на Батум. 1 декабря он собрался у Яланус-Чамского перевала, откуда и двинулся далее на Ардануч. Движение его должны были облегчить дальнейшие операции Кобулетского отряда против Дервиш-паши.
Вскоре после занятия Долис-Ханской позиции, генерал Оклобжио предпринял очередную попытку овладеть Цихисдзирской позицией. Атака была произведена 18 января тремя колонами. Колонна генерал-майора Шелеметева (5¾ батальона и 8 орудий) атаковала участок позиции на Самеба, колонна генерал-майора Денибекова (5½ батальона и 20 орудий) — вправо от Самеба и третья колонна генерал-майора Шаликова (3¼ батальона и 8 орудий) следовала в резерве за второй. Генерал Шелеметев, овладев Столовой горой, вместо того, чтобы там укрепиться, вопреки диспозиции, увлекся преследованием отступающего противника. Чтобы не терять с ним связи, были двинуты за реку Кинтриш и войска остальных колонн. Но левая колонна, наткнувшись на значительные силы противника, а главное — потеряв раненым своего начальника, была остановлена. Остановилось наступление и остальных российских войск. Опасаясь перехода в контратаку обнаружившихся больших сил турок, генерал Оклобжио приказал отступить в двух направлениях: за Хуцубани и к селу Ченети. Этой неудачей и закончились операции Кобулетского отряда, так как 22 января 1878 года было заключено перемирие.
Неуспешность операций российских войск против Батума может быть объяснена: 
1) нерешительностью и крайней медленностью наступления отряда после перехода границы, что дало возможность туркам сосредоточиться и поднять враждебное местное население; 
2) неудовлетворительной организацией отряда, который испытывал недостаток во вьючном обозе и горной артиллерии; 
3) неблагоприятными для наступающего условиями местности, — лесистой и труднодоступной для значительных сил, но представлявшей все удобства для партизанских действий.